# حشيشة متدحرجة

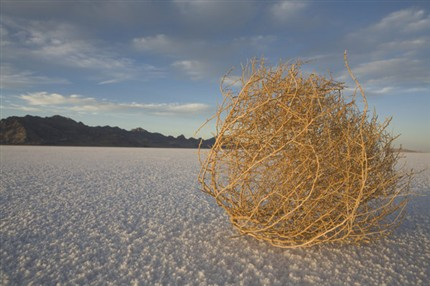
الحَشيشةُ المُتدحْرجَةُ.

الحَشيشةُ المُتدحْرِجَةُ أو الحَشِيشَةُ المُنْبَتَّةُ وَقد تُسمَّى النَّباتُ المُتَدَحْرِج أو المُتَدَحْرِجَة (بالإنجليزية: Tumbleweed)‏، هي جزء بنيويّ فوق الأرض لعددٍ من أنواع النباتات، وهي عبارة عن كوثرة تُفصَل عن جذرها أو جذعها حالما تنضج وتجفّ، وَتتدحرج بعيدًا مع الرِّياح. في أغلب الأنواع، تعتبر الحشيشة المُتدحرجة النبات الكامل بمعزلٍ عن نظامه الجذريّ، لكن في نباتاتٍ أُخرى، قد تخدم الفاكهة الجوفاء أو النَورة محل وظيفة الجذر. تتواجد معظم أنواع الحشيشة المُتدحرجة في السُهوب وَالبيئات القاحلة، حيث تسمح الرياح العاتية والبيئة المفتوحة بتدحرجها دون أي إعاقة شديدة لحركتها.
تكون أنسجتها البنيويّة ميّتة، ونستثني الأصرام(2) (والّتي هي البذور أو الأبواغ) من هذا التعميم، وهذا الموت هو موت وظيفيّ لأنّه ضروريّ لتدرُّك البُنية تدريجيًّا وَتحطّمها وبذلك يسهل على الأصرام الانسلال أثناء الدّحرجة، أو إنتاش الحشيشة المُتدحرجة بعد ارتكازها في مكانٍ رطب. وفي الحالة الأخيرة، تَفتَح العديد من أنواع الحشيشة المُتدحرجة ميكانيكيًّا مُحرّرةً بذورها وذلك بسبب انتفاخها عندما تمتصّ الماء.
تُبَعثِر كوثرة الحشيشة المُتدحرجة الأصرام المُنتثِرة، ويجدر الإشارة إلى أنّ هذه الاسراتيجيّة لا تقتصر على ذوات البذور؛ فبعض أنواع النباتات اللّا زهريّة الحامِلة للأبواغ مثل «الكُفْعان» تُكَوِّن حشائشًا مُتدحرجة، وبعض الفُطور الّتي تُجَمِّع فُطورًا نفّاثة؛ سُرعان ما تنفطم هذه الفُطور وتتحرّر من ارتباطها وتتدحرج مع الرّيح ناثِرةً أبواغها أثناء تَحَرُّكِها.

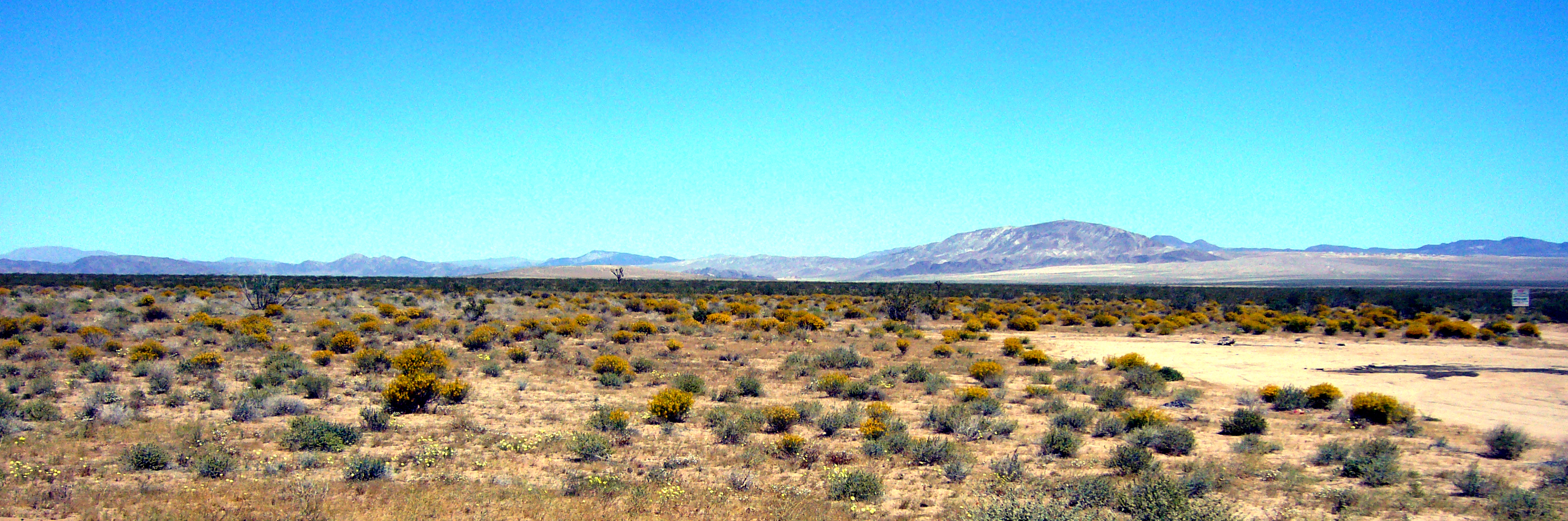
حشائش مُتدحرجة يافِعة ومُزْهِرة في صحراء موهافي في أبريل، بعد فصل شتاءٍ رطبٍ للغاية.

## هوامِش
1. اللِّيشونولتية (باللّاتينيَّة Lechenaultia): سُمِّيَ هذا الجنس من النبات نسبةً إلى العالم الفرنسيّ جان بابتيست ليشونولت دو لا تور.
2. propagule لها عدّة تسميات عربيّة:
- صِرْم: أصغر عدد من أحد الأنواع الذي يتمكن من استعمار إحدى الجزر المسكونة؛ والصَّرْمُ القطعة من الإبل ومن السحاب.(القاموس الطبي الموحد)
- بَذْرة، وَحْدةُ تَكاثُر. (القاموس العلمي المُصوّر الجديد)

## روابط خارجيّة
- Video showing a massive displacement of tumbleweed in the Mojave desert.
- Howard، Brian Clark (17 ديسمبر 2015). "Watch a Plague of Tumbleweeds Blow Across the West". National Geographic. مؤرشف من الأصل في 2018-08-06.